# 绒白乳菇醛
绒白乳菇醛是一种倍半萜二醛类有机化合物，分子式C15H18O2，存在于絨毛乳菇（Lactarius torminosus）、绒白乳菇（Lactifluus vellereus）等蘑菇中。